# Cotide
Cotidele (Cottidae) este o familie de pești osoși din ordinul scorpeniforme (Scorpaeniformes) având ca tip zglăvoaca, cu corp fusiform, cu capul mare, puțin turtit dorso-ventral și incomplet acoperit cu plăci osoase, cu ochii așezați dorsal și apropiați unul de altul. Corpul este acoperit cu țepișori, plăci mici, solzi sau este golaș. Au două înotătoare dorsale, prima țepoasă mai scurtă, a doua formată din raze moi, lungi. Înotătoarele ventrale sunt apropiate una de alta și au o poziție pectorală. Vezica înotătoare lipsește. Această familie cuprinde mai mult de 300 de specii, grupate în 70 genuri. Cele mai multe specii sunt răspândite în mările temperate, iar câteva în apele dulci. În apele dulci din  România trăiește un singur gen, Cottus, cu 3 specii, zglăvoaca (Cottus gobio), zglăvoaca răsăriteană (Cottus poecilopus) și zglăvoaca transilvăneană (Cottus transsilvaniae). În apele dulci din  Republica Moldova trăiesc 3 specii,  zglăvoaca, zglăvoaca răsăriteană și zglăvoaca baltică (Cottus microstomus).